# Stal Gorzyce
Stal Gorzyce, właśc. Gorzycki Klub Sportowy Stal Gorzyce – polski klub piłkarski z Gorzyc. Od sezonu 2025/2026 występuje w IV lidze, grupie podkarpackiej.

## Historia
Klub został założony w 1951 roku jako Koło Sportowe Stal Gorzyce. Występował również pod nazwami Zakładowy Klub Sportowy Stal Gorzyce, ZKS Tłoki-Stal Gorzyce i ZKS Tłoki Gorzyce. Kilkanaście sezonów spędził w III lidze. W latach 2000–2004 rywalizował w II lidze. W 2001 i 2002 roku zajął w niej 10. miejsce, co jest jego największym sukcesem.

## Wybrane sezony

### Występy na trzecim poziomie rozgrywek[2]
| Sezon     | Nazwa ligi      | Pozycja | Punkty | Bramki | Trener                                                | Najlepszy strzelec                      | Uwagi                                |
| --------- | --------------- | ------- | ------ | ------ | ----------------------------------------------------- | --------------------------------------- | ------------------------------------ |
| 1974/1975 | wojewódzka      | 12.     | 27     | 27-36  | Kazimierz Korczak / Paweł Strzelecki                  | b.d.                                    |                                      |
| 1975/1976 | okręgowa        | 14.     | 18     | 10-32  | Paweł Strzelecki / Edward Krowiak                     | b.d.                                    | Spadek.                              |
| 1990/1991 | makroregionalna | 4.      | 40     | 39-14  | Krzysztof Szela                                       | Janusz Wydra (12)                       | Zabrakło 1 pkt. do baraży o II ligę. |
| 1991/1992 | III liga        | 7.      | 30     | 48-34  | Krzysztof Szela / Stanisław Gielarek                  | Artur Dubiel (8)                        |                                      |
| 1992/1993 | III liga        | 5.      | 31     | 46-36  | Stanisław Gielarek                                    | Sławomir Grębowiec, Jacek Serwon (po 8) |                                      |
| 1993/1994 | III liga        | 4.      | 38     | 45-23  | Stanisław Gielarek / Zygmunt Tworek / Krzysztof Szela | Janusz Wydra (13)                       |                                      |
| 1994/1995 | III liga        | 6.      | 30     | 47-27  | Krzysztof Szela                                       | Janusz Wydra (16)                       |                                      |
| 1995/1996 | III liga        | 4.      | 41     | 29-26  | Roman Gruszecki                                       | Tomasz Karasiński (10)                  |                                      |
| 1996/1997 | III liga        | 4.      | 58     | 50-37  | Piotr Kuszłyk                                         | Tomasz Karasiński (16)                  |                                      |
| 1997/1998 | III liga        | 6.      | 56     | 59-37  | Piotr Kuszłyk / Sergiej Gacenko                       | Tomasz Karasiński (21)                  |                                      |
| 1998/1999 | III liga        | 6.      | 58     | 56-28  | Sergiej Gacenko / Józef Antoniak                      | Tomasz Karasiński (14)                  |                                      |
| 1999/2000 | III liga        | 1.      | 84     | 57-11  | Józef Antoniak                                        | Tomasz Karasiński (13)                  | Awans.                               |
| 2004/2005 | III liga        | 2.      | 60     | 49-21  | Tomasz Tułacz / Józef Antoniak                        | b.d.                                    | Przegrany baraż z Radomiakiem Radom. |
| 2005/2006 | III liga        | 16.     | 24     | 23-60  | Janusz Gierach                                        | b.d.                                    | Spadek.                              |

### Występy w drugim poziomie rozgrywek
| Sezon     | Pozycja | Mecze | Punkty | Bramki |
| --------- | ------- | ----- | ------ | ------ |
| 2000/2001 | 10      | 38    | 49     | 34-42  |
| 2001/2002 | 10      | 38    | 49     | 42-56  |
| 2002/2003 | 13      | 34    | 41     | 38-41  |
| 2003/2004 | 14      | 30    | 26     | 28-42  |